# Бой при Ботавилле
Бой при Ботавилле (Bothaville) или бой в Доорнкраале (Doornkraal) 6 ноября 1900 года — одно из немногих поражений бурского генерала Христиана де Вета во время Второй англо-бурской войны.
27 октября, два дня спустя после неудачи и отступления от Фредерикстадта, на Де Вета напала — натолкнувшись по чистой случайности — конная пехота и кавалерия Чарльза Нокса и Генри Де Лиля. Буры проносились вдоль северного берега Вааля в поисках брода, в это время их яростно обстреливала шрапнелью британская артиллерия. Темнота и буря дали Де Вету возможность пересечь реку, но близость англичан вынудила его бросить два орудия. Переправившись, Де Вет оказался на своей территории и, оторвавшись от своих преследователей на семьдесят миль, решил, что находится вне пределов досягаемости противника.
6 ноября он остановился на ферме Доорнкрааль, южнее городка Ботавилль, на реке Вальс, с 800 коммандос для переформирования. При его коммандо находился президент Оранжевого Свободного государства Мартинус Стейн. Де Вет знал, что значительно превосходящие британские силы генерал-майора Чарльза Нокса разбили лагерь в 7 милях (11 км) от него, и полагал, что его аванпосты дадут ему предупреждение о любых действиях противника. Чего он не знал, так это того, что люди на одном из его пикетов уснули и были захвачены конным разъездом англичан. 
Вскоре после рассвета авангард Нокса (около 200 человек) под командованием подполковника Ле Галле появился всего в 300 ярдах (270 м) от лагеря буров, развернул орудия и открыл огонь. В лагере возникла паника. Спавшие вскочили, бросились к своим лошадям и поскакали прочь через вельд, бросив орудия и повозки. Среди бежавших были Де Вет и президент Стейн. 
Большая часть коммандо бежала, но примерно 150 человек остались и вступили в бой с англичанами. Обе стороны заняли хозяйственные постройки и вели огонь из винтовок и даже полевых орудий с близкого расстояния. В ходе перестрелки был смертельно ранен Ле Галле. Бой продолжался около четырех часов, прежде чем появился Де Лиль с подкреплением и взял на себя командование. Когда окружение стало полным и англичане изготовились к штыковой атаке, буры, укрывавшиеся за стенами кирпичной ограды, окружавшей сад, сдались. Преследования не было, так как англичане занялись дележом добычи в захваченном лагере буров. 
Всего англичанами было взято шесть орудий и 114 пленных. Буры оставили на поле боя 25 убитых и раненых. С британской стороны около 38 человек были ранены или убиты.
Из-за того, что Нокс не стал преследовать, большая часть сил Де Вета ушла невредимой и вскоре снова начала действовать против британских гарнизонов и конвоев с припасами.